# Факултет за информационе технологије и инжењерство Универзитета Унион — Никола Тесла
Факултет за информације технологије и инжењерство (скраћено ФИТИ) је рачунарски факултет у Београду који у својству независног правног лица послује у склопу Универзитета Унион — Никола Тесла.

## Студије
Основне академске студије
- информациони системи
- инжењерски менаџмент

Мастер академске студије
- инжењерство заштите животне средине
- информациони системи и технологије

Докторске академске студије
- инжењерски менаџмент
- рачунарство